# Morti il 24 agosto
| Questa pagina contiene informazioni ricavate automaticamente dalle voci biografiche con l'ausilio del template Bio e di un bot. L'aggiornamento è periodico e automatico e ricostruisce completamente la pagina. Se manca una persona in questa lista, sei pregato di non aggiungerla, ma accertati piuttosto che la sua voce biografica contenga il template Bio e che i dati anagrafici siano correttamente compilati. Se il template Bio manca, inseriscilo tu stesso o, in alternativa, metti l'avviso {{tmp\|Bio}} che ne segnala la mancanza. Se i dati riportati sono sbagliati, correggi direttamente la voce biografica; le modifiche saranno visibili in questa lista entro pochi giorni. Per chiarimenti vedi il progetto biografie. La lista contiene solo le 508 persone che sono citate nell'enciclopedia e per le quali è stato implementato correttamente il template Bio. Pagina aggiornata al 9 ago 2025. |

## VII secolo(2)
- 661 - Kōgyoku, imperatrice giapponese (n. 594)
- 684 - Audoeno di Rouen, vescovo e santo franco (n. 609)

## VIII secolo(1)
- 730 - Giorgio il Limniota, monaco cristiano bizantino

## IX secolo(2)
- 842 - Saga, imperatore giapponese (n. 786)
- 895 - Guthred, re norreno

## XI secolo(1)
- 1042 - Michele V il Calafato, imperatore bizantino (n. 1015)

## XII secolo(2)
- 1101 - Su Shi, poeta cinese (n. 1037)
- 1103 - Magnus III di Norvegia, re norvegese

## XIII secolo(8)
- 1217 - Eustachio il Monaco, pirata e mercenario francese
- 1225 - Adelardo Cattaneo, cardinale e vescovo cattolico italiano (n. 1122)
- 1244 - Atanasio II di Gerusalemme, arcivescovo ortodosso bizantino
- 1261 - Ela FitzPatrick, nobile britannica (n. 1187)
- 1280 - Mudzaffar Shah II di Kedah, sovrano malese
- 1281 - Guglielma di Milano, mistica italiana
- 1288 - Bruno von Kirchberg, vescovo cattolico tedesco
- 1289 - Patrick Dunbar, VII conte di March, nobile scozzese (n. 1213)

## XIV secolo(5)
- 1313 - Enrico VII di Lussemburgo, sovrano (n. 1275)
- 1318 - Sofia di Landsberg, nobile tedesca
- 1355 - Pierre de Corneillan
- 1367 - Egidio Albornoz, cardinale, generale e politico spagnolo (n. 1310)
- 1371 - Edoardo di Gheldria, duca (n. 1336)

## XV secolo(6)
- 1406 - Miguel de Zalba, cardinale spagnolo
- 1415 - Pavle Radinović, nobile bosniaco
- 1444 - Matteo Boniperti, vescovo cattolico italiano
- 1450 - Ibn 'Arabshah, storico e viaggiatore arabo (n. 1389)
- 1493 - Andrea Cappello, ambasciatore e banchiere italiano
- 1497 - Sofia di Pomerania-Stolp, duchessa tedesca (n. 1435)

## XVI secolo(18)
- 1507 - Cecilia di York, principessa inglese (n. 1469)
- 1512 - Francesco Pucci, umanista italiano (n. 1463)
- 1522 - Gaspard I de Coligny, militare francese (n. 1465)
- 1536 - Giovanna Carafa, nobildonna italiana
- 1536 - Sante Pagnini, biblista e monaco cristiano italiano (n. 1470)
- 1536 - Quizu Yupanqui, condottiero inca
- 1540 - Parmigianino, pittore italiano (n. 1503)
- 1542 - Gasparo Contarini, cardinale e vescovo cattolico italiano (n. 1483)
- 1551 - Fabrizio Colonna, condottiero italiano (n. 1525)
- 1555 - Pier Francesco Giambullari, scrittore italiano (n. 1495)
- 1563 - Álvaro de la Quadra, vescovo cattolico e diplomatico spagnolo (n. 1516)
- 1572 - Gaspard II de Coligny, condottiero e nobile francese (n. 1519)
- 1572 - Pietro Ramo, filosofo francese (n. 1515)
- 1584 - François Dubois, pittore francese (n. 1529)
- 1595 - Thomas Digges, astronomo e matematico britannico (n. 1546)
- 1595 - Karl von Mansfeld, generale tedesco (n. 1543)
- 1597 - Janez Tavčar, vescovo cattolico austriaco
- 1599 - Giovanni Arca, scrittore, storico e gesuita italiano (n. 1562)

## XVII secolo(20)
- 1606 - Domenico Giovanni Candela, teologo e gesuita italiano (n. 1541)
- 1617 - Rosa da Lima, religiosa peruviana (n. 1586)
- 1618 - Hŏ Kyun, scrittore, letterato e politico coreano (n. 1569)
- 1621 - Elizabeth Hastings, nobildonna inglese (n. 1556)
- 1623 - Antonio Maria Sauli, cardinale e arcivescovo cattolico italiano (n. 1541)
- 1635 - Egon VIII di Fürstenberg-Heiligenberg, nobile e generale tedesco (n. 1588)
- 1641 - Antonio da Virgoletta, missionario italiano (n. 1593)
- 1644 - Opizzone d'Este, vescovo cattolico italiano (n. 1611)
- 1648 - Diego de Saavedra Fajardo, scrittore e diplomatico spagnolo (n. 1584)
- 1662 - Ii Naokatsu, militare giapponese (n. 1590)
- 1666 - Francisco Manuel de Melo, scrittore, politico e militare portoghese (n. 1608)
- 1676 - Massimiliano Giuseppe di Fürstenberg-Heiligenberg, nobile tedesco (n. 1651)
- 1679 - Jean-François Paul de Gondi, cardinale, arcivescovo cattolico e scrittore francese (n. 1613)
- 1680 - Ferdinand Bol, pittore olandese (n. 1616)
- 1682 - Marie Charlotte de La Trémoille, nobildonna francese (n. 1632)
- 1682 - John Maitland, I duca di Lauderdale, nobile e politico britannico (n. 1616)
- 1683 - Matsudaira Tadateru, militare giapponese (n. 1592)
- 1685 - Giuseppe Chiara, missionario italiano (n. 1602)
- 1699 - Lucrezia Barberini, nobildonna italiana (n. 1632)
- 1699 - Giovanni Battista I Ludovisi, nobile italiano (n. 1646)

## XVIII secolo(19)
- 1702 - Luigi Tommaso di Savoia-Soissons, militare italiano (n. 1657)
- 1708 - Bartolomeo Olivieri, vescovo cattolico italiano (n. 1642)
- 1709 - Elisabetta Dorotea di Sassonia-Gotha-Altenburg, nobile (n. 1640)
- 1712 - François de Rohan, nobile francese (n. 1630)
- 1733 - Pierre-Étienne Monnot, scultore francese (n. 1657)
- 1733 - Jean-Baptiste Moreau, compositore francese (n. 1656)
- 1738 - Giuseppe Averani, giurista e naturalista italiano (n. 1662)
- 1746 - Francesco Antonio Saverio Grue, ceramista italiano (n. 1686)
- 1749 - Carlo di Monaco, principe e militare monegasco (n. 1722)
- 1758 - Bartolomeo Nazari, pittore italiano (n. 1693)
- 1759 - Ewald Christian von Kleist, poeta tedesco (n. 1715)
- 1760 - Gabriele Bonomo, teologo, matematico e filosofo italiano (n. 1694)
- 1768 - Marcello Crescenzi, cardinale e arcivescovo cattolico italiano (n. 1694)
- 1768 - Antonio de Guill y Gonzaga, politico spagnolo (n. 1715)
- 1770 - Thomas Chatterton, poeta inglese (n. 1752)
- 1778 - Johannes Ringk, compositore e organista tedesco (n. 1717)
- 1779 - Cosma d'Etolia, religioso, teologo e santo greco
- 1781 - Wolter Jan Gerrit Bentinck, ammiraglio olandese (n. 1745)
- 1795 - Giuseppe Olivi, naturalista e poeta italiano (n. 1769)

## XIX secolo(55)
- 1803 - Gregorio Fontana, matematico e religioso italiano (n. 1735)
- 1809 - Lorenzo Hervás y Panduro, gesuita, linguista e filologo spagnolo (n. 1735)
- 1810 - Francesco Caetani, XI duca di Sermoneta, nobile e mecenate italiano (n. 1738)
- 1817 - Nancy Storace, soprano britannico (n. 1765)
- 1821 - John Polidori, medico, scrittore e poeta britannico (n. 1795)
- 1824 - Valentine Quin, I conte di Dunraven e Mount-Earl, nobile e politico irlandese (n. 1752)
- 1826 - Giovanna Antida Thouret, religiosa francese (n. 1765)
- 1830 - Louis Pierre Vieillot, ornitologo francese (n. 1748)
- 1832 - Nicolas Léonard Sadi Carnot, fisico, ingegnere e matematico francese (n. 1796)
- 1833 - Adrian Hardy Haworth, entomologo e botanico inglese (n. 1767)
- 1835 - María del Pilar de Portugal, nobildonna spagnola (n. 1776)
- 1841 - Friedrich Curschmann, compositore tedesco (n. 1805)
- 1841 - Theodore Edward Hook, scrittore inglese (n. 1788)
- 1842 - Ryūtei Tanehiko, scrittore giapponese (n. 1783)
- 1842 - Leona Vicario, rivoluzionaria messicana (n. 1779)
- 1844 - Giuseppe Bernardino Bison, pittore italiano (n. 1762)
- 1844 - John Keane, I barone Keane, generale e nobile britannico (n. 1781)
- 1846 - Adam Johann von Krusenstern, ammiraglio e esploratore estone (n. 1770)
- 1846 - Luigi Molino, arpista, violinista e compositore italiano (n. 1762)
- 1847 - Charles de Choiseul-Praslin, politico francese (n. 1804)
- 1848 - John Antony Cramer, presbitero, filologo classico e geografo britannico (n. 1793)
- 1851 - James McDowell, politico statunitense (n. 1795)
- 1856 - Emilia de Vialar, religiosa e santa francese (n. 1797)
- 1859 - Pietro Contrucci, abate, politico e epigrafista italiano (n. 1788)
- 1860 - Pío de Tristán, generale e politico peruviano (n. 1773)
- 1861 - Pierre Berthier, mineralogista e geologo francese (n. 1782)
- 1864 - Jakob Lorber, mistico, scrittore e musicista sloveno (n. 1800)
- 1865 - Micaela Desmaisières y López Dicastillo y Olmeda, religiosa spagnola (n. 1809)
- 1866 - Max Haushofer, pittore tedesco (n. 1811)
- 1867 - Michele Barozzi, funzionario italiano (n. 1795)
- 1867 - Thomas Brown, politico statunitense (n. 1785)
- 1867 - Alfred-Armand-Louis-Marie Velpeau, anatomista e chirurgo francese (n. 1795)
- 1868 - George Adler, filologo classico e latinista statunitense (n. 1821)
- 1868 - Costache Negruzzi, politico rumeno (n. 1808)
- 1870 - Edwin Gray Lee, generale statunitense (n. 1836)
- 1874 - William Betty, attore teatrale britannico (n. 1791)
- 1874 - Barnaba Tortolini, matematico italiano (n. 1808)
- 1876 - Paulina Kellogg Wright Davis, attivista e educatrice statunitense (n. 1813)
- 1878 - Rudolf Willmers, pianista e compositore di scacchi danese (n. 1821)
- 1881 - Gaspare Monaco La Valletta, politico italiano (n. 1819)
- 1882 - Giuseppe Airenti, avvocato e politico italiano (n. 1821)
- 1882 - Luís Gama, avvocato, giornalista e scrittore brasiliano (n. 1830)
- 1883 - Enrico di Borbone-Francia, re francese (n. 1820)
- 1884 - Marya Krasińska, nobile polacca (n. 1850)
- 1886 - Encarnación Rosal, religiosa guatemalteca (n. 1815)
- 1888 - Rudolf Clausius, fisico e matematico tedesco (n. 1822)
- 1888 - Alfred Henry Paget, politico britannico (n. 1816)
- 1889 - Oscar Jacobsen, chimico tedesco (n. 1840)
- 1890 - Constanze Geiger, pianista, attrice teatrale e compositrice austriaca (n. 1835)
- 1894 - Ranald MacDonald, avventuriero, insegnante e esploratore statunitense (n. 1824)
- 1894 - Joaquim Pedro de Oliveira Martins, politico, storico e filosofo portoghese (n. 1845)
- 1895 - Albert Frederick Mummery, alpinista inglese (n. 1855)
- 1895 - Émile Rey, alpinista italiano (n. 1846)
- 1897 - Sébastien Lespès, militare francese (n. 1828)
- 1897 - Mutsu Munemitsu, politico e diplomatico giapponese (n. 1844)

## XX secolo(235)
- 1901 - Gunnar Wennerberg, scrittore svedese (n. 1817)
- 1902 - Juan Bautista Egusquiza, militare e politico paraguaiano (n. 1845)
- 1902 - Margherita Sofia d'Asburgo-Lorena, nobildonna (n. 1870)
- 1905 - Giuseppe Garneri, politico italiano (n. 1823)
- 1905 - Karl Ernst Theodor Schweigger, oculista tedesco (n. 1830)
- 1906 - Gustav von Blome, diplomatico, politico e nobile austriaco (n. 1829)
- 1906 - Aleksandr Aleksandrovič Gercen, medico russo (n. 1839)
- 1906 - Alfred Stevens, pittore belga (n. 1823)
- 1907 - Emidio Taliani, cardinale e arcivescovo cattolico italiano (n. 1838)
- 1908 - Éleuthère Mascart, fisico e meteorologo francese (n. 1837)
- 1908 - Carlo Borwin di Meclemburgo-Strelitz, principe (n. 1888)
- 1912 - Carlo Chessa, pittore, incisore e illustratore italiano (n. 1855)
- 1914 - Hubert von Grashey, psichiatra tedesco (n. 1839)
- 1914 - Wilhelm Lexis, economista e statistico tedesco (n. 1837)
- 1914 - Johannes Weiß, teologo, biblista e docente tedesco (n. 1863)
- 1915 - João Zeferino da Costa, pittore brasiliano (n. 1840)
- 1916 - Charles George Herbermann, bibliotecario e docente tedesco (n. 1840)
- 1916 - Emilio Perrone, politico italiano (n. 1843)
- 1916 - Johann Pinggera, alpinista austriaco (n. 1837)
- 1917 - Ernesto Fogola, aviatore italiano (n. 1891)
- 1917 - Alexei Mateevici, poeta moldavo (n. 1888)
- 1917 - Boris Leonidovič Vjazemskij, storico, naturalista e ornitologo russo (n. 1883)
- 1919 - August Knoblauch, neurologo tedesco (n. 1863)
- 1919 - Raoul Le Mouton de Boisdeffre, generale francese (n. 1839)
- 1919 - Giuseppe Rivabella, tiratore a segno italiano
- 1921 - Antonino Borzì, botanico e micologo italiano (n. 1852)
- 1921 - Giorgio Gusmini, cardinale e arcivescovo cattolico italiano (n. 1855)
- 1923 - Katō Tomosaburō, militare e politico giapponese (n. 1861)
- 1923 - Kate Douglas Wiggin, educatrice e scrittrice statunitense (n. 1856)
- 1924 - Albert Meyer, fotografo tedesco (n. 1857)
- 1928 - Oskar Jerschke, scrittore tedesco (n. 1861)
- 1929 - Jules Alexandre Daveau, botanico francese (n. 1852)
- 1929 - Juan Antonio Escurra, militare e politico paraguaiano (n. 1859)
- 1929 - Karel van de Woestijne, scrittore belga (n. 1878)
- 1930 - Anna Botsford Comstock, scrittrice, illustratrice e educatrice statunitense (n. 1854)
- 1930 - Vincenzo Comi, patriota e politico italiano (n. 1849)
- 1930 - Maria Giuseppa Liesch, pittrice e illustratrice italiana (n. 1883)
- 1932 - Lauritz Kjær, tiratore a segno danese (n. 1852)
- 1932 - Marcellus Schiffer, grafico, pittore e librettista tedesco (n. 1892)
- 1932 - Väinö Siikaniemi, giavellottista finlandese (n. 1887)
- 1933 - Graham Bower, diplomatico britannico (n. 1848)
- 1934 - Hugo Felix, compositore austriaco (n. 1866)
- 1934 - Leonello Grossi, farmacista, politico e antifascista italiano (n. 1880)
- 1935 - Sebastiano Bedendo, militare e aviatore italiano (n. 1895)
- 1935 - Nikolaj Radin, attore russo (n. 1872)
- 1937 - Marcello Giuggioli, militare e aviatore italiano (n. 1915)
- 1938 - Michael Begley, canottiere statunitense (n. 1872)
- 1939 - Piero Colonna, politico italiano (n. 1891)
- 1940 - Riccardo Cordiferro, scrittore, poeta e paroliere italiano (n. 1875)
- 1940 - Erik Eriksson, nuotatore svedese (n. 1879)
- 1940 - Paul Gottlieb Nipkow, inventore tedesco (n. 1860)
- 1940 - Manlio Savaré, militare italiano (n. 1885)
- 1940 - Vangjel Turtulli, imprenditore e politico albanese (n. 1879)
- 1942 - Silvano Abbà, pentatleta e militare italiano (n. 1911)
- 1942 - Aldo Chiarini, militare italiano (n. 1915)
- 1942 - Miran Jarc, poeta e drammaturgo sloveno (n. 1900)
- 1942 - Alberto Litta Modignani, militare italiano (n. 1902)
- 1943 - Eileen Gwladys Butler, nobildonna inglese (n. 1891)
- 1943 - Cesare Cattaneo, architetto italiano (n. 1912)
- 1943 - Teresina De Pierro, poetessa italiana (n. 1859)
- 1943 - Luigi Malvezzi, militare e ingegnere italiano (n. 1884)
- 1943 - Ettore Muti, militare, aviatore e politico italiano (n. 1902)
- 1943 - Giulia Cassini Rizzotto, attrice e regista italiana (n. 1865)
- 1943 - Simone Weil, filosofa, mistica e scrittrice francese (n. 1909)
- 1944 - Grégoire Berg, calciatore francese (n. 1896)
- 1944 - Carlo Emanuele Buscaglia, aviatore italiano (n. 1915)
- 1944 - Johannes Jakobs, calciatore tedesco (n. 1917)
- 1944 - Cora Slocomb, educatrice e filantropa statunitense (n. 1862)
- 1945 - France Kunstelj, drammaturgo sloveno (n. 1914)
- 1946 - James Clark McReynolds, politico e avvocato statunitense (n. 1862)
- 1946 - Antonio Paoli, tenore portoricano (n. 1871)
- 1946 - Lajos Reményi-Schneller, politico ungherese (n. 1892)
- 1947 - Miroslav Bulešić, presbitero croato (n. 1920)
- 1947 - Harrison Smith, mezzofondista statunitense (n. 1876)
- 1948 - Manrico Ducceschi, partigiano italiano (n. 1920)
- 1948 - Giacinto Molteni, attore italiano (n. 1880)
- 1948 - Eugenio Sortino Trono, nobile e storico italiano (n. 1865)
- 1949 - John William Dunne, scrittore e pioniere dell'aviazione irlandese (n. 1875)
- 1949 - Attilio Palatini, matematico e fisico italiano (n. 1889)
- 1950 - Pierre Chareau, architetto e designer francese (n. 1883)
- 1950 - Arturo Alessandri Palma, avvocato e politico cileno (n. 1868)
- 1950 - Becher Gale, canottiere canadese (n. 1887)
- 1950 - Vasilij Nikolaevič Gordov, generale sovietico (n. 1896)
- 1950 - Grigorij Ivanovič Kulik, generale e politico sovietico (n. 1890)
- 1950 - Maria Melato, attrice italiana (n. 1885)
- 1950 - Ernst Wiechert, scrittore tedesco (n. 1887)
- 1951 - Georges Achille-Fould, pittrice francese (n. 1865)
- 1953 - Attilio Colacevich, astronomo e matematico italiano (n. 1906)
- 1953 - Miguel Sandoval, pianista, direttore d'orchestra e compositore guatemalteco (n. 1902)
- 1953 - Attilio Valobra, calciatore italiano (n. 1892)
- 1954 - Lewis D. Collins, regista statunitense (n. 1899)
- 1954 - Getúlio Vargas, avvocato, politico e militare brasiliano (n. 1882)
- 1955 - William DeWitt Mitchell, politico statunitense (n. 1874)
- 1955 - Oscar Schwab, pistard svizzero (n. 1882)
- 1956 - Odone Belluzzi, ingegnere italiano (n. 1892)
- 1956 - Mitchell Lewis, attore statunitense (n. 1880)
- 1956 - Kenji Mizoguchi, regista giapponese (n. 1898)
- 1957 - Fritz Hillebrand, pilota motociclistico tedesco (n. 1917)
- 1957 - Ronald Knox, presbitero, teologo e scrittore britannico (n. 1888)
- 1957 - Albert Sammons, violinista, compositore e insegnante inglese (n. 1886)
- 1957 - Boris Viktorovič Tomaševskij, filologo, critico letterario e slavista russo (n. 1890)
- 1958 - Veronica Antal, beata rumena (n. 1935)
- 1958 - Ubaldo Maria Del Colle, attore, regista e sceneggiatore italiano (n. 1883)
- 1958 - Bruno Fedi, religioso italiano (n. 1896)
- 1958 - Rudolf Kende, compositore ceco (n. 1910)
- 1958 - Renato Macarini Carmignani, avvocato, scrittore e politico italiano (n. 1880)
- 1958 - Johannes Gerhardus Strijdom, politico sudafricano (n. 1893)
- 1959 - Ivo Fairbairn-Crawford, mezzofondista e militare britannico (n. 1884)
- 1960 - Eugenio Dugoni, politico italiano (n. 1907)
- 1961 - Giovanni Borromeo, medico italiano (n. 1898)
- 1961 - Francesco Trombadori, pittore italiano (n. 1886)
- 1962 - Lillian Albertson, attrice e produttrice cinematografica statunitense (n. 1881)
- 1962 - Riccardo Motta, prefetto italiano (n. 1878)
- 1962 - Hermann Schweickert, calciatore tedesco (n. 1885)
- 1962 - Shorty Templeman, pilota automobilistico statunitense (n. 1919)
- 1963 - Ciro Formisano, cantante e attore italiano (n. 1888)
- 1963 - James Kirkwood, attore, regista e sceneggiatore statunitense (n. 1875)
- 1963 - Hooley Smith, hockeista su ghiaccio canadese (n. 1903)
- 1964 - Umberto D'Ancona, biologo e zoologo italiano (n. 1896)
- 1964 - Virgilio Gozzoli, anarchico italiano (n. 1886)
- 1964 - Otto Korfes, generale tedesco (n. 1889)
- 1965 - Amílcar Barbuy, allenatore di calcio e calciatore brasiliano (n. 1893)
- 1965 - Mart Kuusik, canottiere estone (n. 1885)
- 1965 - Joshua Meador, effettista statunitense (n. 1911)
- 1966 - Tadeusz Komorowski, politico e generale polacco (n. 1895)
- 1966 - Lao She, scrittore e drammaturgo cinese (n. 1899)
- 1966 - Fritz Osswald, pittore svizzero (n. 1878)
- 1966 - Jaime Sarlanga, calciatore e allenatore di calcio argentino (n. 1916)
- 1967 - Hermann Grapow, egittologo tedesco (n. 1885)
- 1967 - Henry John Kaiser, ingegnere, imprenditore e filantropo statunitense (n. 1882)
- 1967 - Giuseppe Lecchi, liutaio italiano (n. 1895)
- 1967 - Constance Titus, canottiere statunitense (n. 1873)
- 1968 - Kathleen O'Connor, pittrice australiana (n. 1876)
- 1971 - Carl Blegen, archeologo statunitense (n. 1887)
- 1971 - Wallace John Eckert, astronomo statunitense (n. 1902)
- 1971 - Luigi Ferrajolo, scienziato e geofisico italiano (n. 1878)
- 1971 - Nina Georgievna Kljueva, microbiologa sovietica (n. 1899)
- 1971 - Antonio Meli Lupi di Soragna, ufficiale e diplomatico italiano (n. 1885)
- 1972 - Antonio Blasevich, calciatore e allenatore di calcio jugoslavo (n. 1902)
- 1972 - Don Byas, sassofonista statunitense (n. 1912)
- 1972 - Francesco Coradini, musicista, musicologo e presbitero italiano (n. 1881)
- 1972 - Jin'ichi Kusaka, ammiraglio giapponese (n. 1888)
- 1972 - David Ross Lederman, regista statunitense (n. 1894)
- 1972 - Lucien Rebatet, scrittore e giornalista francese (n. 1903)
- 1972 - Emmanuel Sougez, fotografo francese (n. 1889)
- 1973 - Michele Castelli Guaccero, prefetto, diplomatico e politico italiano (n. 1877)
- 1973 - Pietro Zuccarino, vescovo cattolico italiano (n. 1898)
- 1974 - Aleksandr Nilolaevič Prokof'ev-Severskij, aviatore e progettista russo (n. 1894)
- 1978 - Kathleen Kenyon, archeologa britannica (n. 1906)
- 1978 - Pat Paterson, attrice inglese (n. 1910)
- 1978 - Louis Prima, musicista e cantante statunitense (n. 1910)
- 1978 - Baldo Rossi, musicista italiano (n. 1914)
- 1978 - Albert Sercu, ciclista su strada, pistard e dirigente sportivo belga (n. 1918)
- 1978 - Francesco Valli, storico e biografo italiano (n. 1900)
- 1979 - Bernt Evensen, pattinatore di velocità su ghiaccio norvegese (n. 1905)
- 1979 - Hanna Reitsch, aviatrice tedesca (n. 1912)
- 1980 - Enzo Evangelisti, glottologo italiano (n. 1920)
- 1980 - Yootha Joyce, attrice britannica (n. 1927)
- 1980 - Herbert Panse, calciatore tedesco (n. 1914)
- 1980 - André Parrot, archeologo francese (n. 1901)
- 1980 - Friedrich Schürr, linguista austriaco (n. 1888)
- 1981 - Gennaro Auletta, presbitero, traduttore e scrittore italiano (n. 1912)
- 1981 - Bill Coleman, compositore e trombettista statunitense (n. 1904)
- 1981 - Jackie Vernon, calciatore nordirlandese (n. 1918)
- 1982 - Giorgio Abetti, astronomo e fisico italiano (n. 1882)
- 1982 - Félix-Antoine Savard, scrittore canadese (n. 1896)
- 1983 - Kalevi Kotkas, altista e discobolo finlandese (n. 1913)
- 1984 - Martín Almagro Basch, archeologo e storico spagnolo (n. 1911)
- 1984 - John Johnsen, nuotatore norvegese (n. 1892)
- 1985 - Paul Creston, compositore e pianista statunitense (n. 1906)
- 1985 - Morrie Ryskind, drammaturgo, paroliere e sceneggiatore statunitense (n. 1895)
- 1986 - Germaine Acremant, scrittrice francese (n. 1889)
- 1986 - Harry Benjamin, sessuologo tedesco (n. 1885)
- 1987 - Malcolm Kirk, wrestler britannico (n. 1935)
- 1987 - Bayard Rustin, attivista statunitense (n. 1912)
- 1987 - Robert Selfelt, cavaliere svedese (n. 1903)
- 1988 - Leonard Frey, attore statunitense (n. 1938)
- 1989 - Jacques Godechot, storico francese (n. 1907)
- 1989 - Jimmy Littlejohn, allenatore di calcio e calciatore scozzese (n. 1910)
- 1989 - Giovanni Panetta, calciatore italiano (n. 1908)
- 1989 - Gregory Rozakis, attore statunitense (n. 1943)
- 1990 - Amerigo Bottai, politico e partigiano italiano (n. 1917)
- 1990 - Sergej Donatovič Dovlatov, giornalista e scrittore sovietico (n. 1941)
- 1991 - Sergej Fëdorovič Achromeev, generale e politico sovietico (n. 1923)
- 1991 - Bernard Castro, inventore italiano (n. 1904)
- 1991 - Marcello D'Olivo, architetto, urbanista e pittore italiano (n. 1921)
- 1991 - Abel Kiviat, mezzofondista statunitense (n. 1892)
- 1991 - Marne Maitland, attore indiano (n. 1914)
- 1991 - Marcello Serra, saggista, poeta e giornalista italiano (n. 1913)
- 1991 - Cesare Zacchi, arcivescovo cattolico italiano (n. 1914)
- 1992 - Alfredo Fiorini, missionario italiano (n. 1954)
- 1992 - Stretch Murphy, cestista statunitense (n. 1907)
- 1992 - Lazăr Sfera, calciatore rumeno (n. 1909)
- 1992 - Karl Wienert, geofisico tedesco (n. 1913)
- 1993 - Leopoldo Contarbio, cestista argentino (n. 1927)
- 1994 - Mario Bonazzi, pittore italiano (n. 1911)
- 1994 - Enrico Dalfino, politico italiano (n. 1935)
- 1994 - Donato Raguso, allenatore di calcio e calciatore italiano (n. 1923)
- 1994 - Rickie Sorensen, attore e doppiatore statunitense (n. 1946)
- 1994 - Patrizia Viotti, attrice e modella italiana (n. 1950)
- 1995 - Zbyněk Brynych, regista e sceneggiatore cecoslovacco (n. 1927)
- 1995 - Gary Crosby, attore statunitense (n. 1933)
- 1995 - Richard Degener, tuffatore statunitense (n. 1912)
- 1995 - Alfred Eisenstaedt, fotografo e fotoreporter tedesco (n. 1898)
- 1995 - Killer Karl Krupp, wrestler olandese (n. 1934)
- 1996 - Jean Aurel, sceneggiatore e regista francese (n. 1925)
- 1996 - Émile Noël, funzionario francese (n. 1922)
- 1997 - Davide Ancilotto, cestista italiano (n. 1974)
- 1997 - Hardial Bains, politico indiano (n. 1939)
- 1997 - Piero Camporesi, filologo, critico letterario e storico italiano (n. 1926)
- 1997 - Accursio Di Leo, attore e regista italiano (n. 1917)
- 1997 - Walter George Dürst, sceneggiatore, autore televisivo e regista brasiliano (n. 1922)
- 1997 - Louis Essen, fisico inglese (n. 1908)
- 1997 - Tete Montoliu, pianista e compositore spagnolo (n. 1933)
- 1997 - Zofia Rydet, fotografa polacca (n. 1911)
- 1997 - Gigi Villoresi, pilota automobilistico italiano (n. 1909)
- 1998 - Rafael Alonso, attore e regista spagnolo (n. 1920)
- 1998 - Manuel Álvarez, calciatore cileno (n. 1928)
- 1998 - Charles Diggs, politico statunitense (n. 1922)
- 1998 - E.G. Marshall, attore statunitense (n. 1914)
- 1998 - Dwarkadas Murarji, pallanuotista indiano (n. 1923)
- 1998 - Levan Sanadze, velocista sovietico (n. 1928)
- 1998 - Umberto Simonetta, drammaturgo, paroliere e umorista italiano (n. 1926)
- 1998 - Ernst Tutschek, cestista e allenatore di pallacanestro austriaco (n. 1940)
- 1998 - Jack Richard Williams, politico statunitense (n. 1909)
- 1999 - Roberto Bussinello, pilota automobilistico italiano (n. 1927)
- 1999 - Eduardo Endériz, calciatore uruguaiano (n. 1940)
- 2000 - Renato Dionisi, compositore italiano (n. 1910)
- 2000 - Andy Hug, karateka e kickboxer svizzero (n. 1964)
- 2000 - Bob McPhail, calciatore scozzese (n. 1905)
- 2000 - Luigi Miconi, calciatore e allenatore di calcio italiano (n. 1904)
- 2000 - Marino Puccini, calciatore italiano (n. 1915)
- 2000 - Tatiana Riabouchinska, ballerina e insegnante russa (n. 1917)
- 2000 - Armando Sarti, politico italiano (n. 1927)
- 2000 - Olav Ulvestad, scacchista statunitense (n. 1912)

## XXI secolo(133)
- 2001 - Adriano De Zan, giornalista, telecronista sportivo e conduttore televisivo italiano (n. 1932)
- 2001 - Jane Greer, attrice statunitense (n. 1924)
- 2001 - Milan Kadlec, pentatleta cecoslovacco (n. 1958)
- 2002 - Thomas Brown, politico statunitense (n. 1917)
- 2002 - Cornelis Johannes van Houten, astronomo olandese (n. 1920)
- 2002 - Luciano Mencaraglia, politico italiano (n. 1915)
- 2002 - Bengt Söderström, pilota di rally svedese (n. 1933)
- 2003 - Phuntsho Choden, regina bhutanese (n. 1911)
- 2003 - Amina Rizk, attrice egiziana (n. 1910)
- 2003 - Wilfred Patrick Thesiger, esploratore e scrittore britannico (n. 1910)
- 2003 - Zena Walker, attrice britannica (n. 1934)
- 2004 - Elsa Albani, attrice italiana (n. 1921)
- 2004 - Patricia Cody, tennista statunitense (n. 1940)
- 2004 - Elisabeth Kübler Ross, psichiatra svizzera (n. 1926)
- 2004 - Eduardo Ramírez Villamizar, artista colombiano (n. 1923)
- 2004 - Franz Maria d'Asaro, giornalista, poeta e scrittore italiano (n. 1925)
- 2005 - Mario Fara, calciatore e dirigente sportivo italiano (n. 1945)
- 2005 - Ambrogio Fogar, navigatore, esploratore e scrittore italiano (n. 1941)
- 2005 - Guo Zhenqing, attore cinese (n. 1927)
- 2005 - Joe Strawder, cestista statunitense (n. 1940)
- 2006 - Cesare Magarotto, giornalista e filantropo italiano (n. 1917)
- 2006 - Rocco Petrone, ingegnere e ufficiale statunitense (n. 1926)
- 2006 - Léopold Simoneau, tenore canadese (n. 1916)
- 2006 - James Tenney, compositore e teorico della musica statunitense (n. 1934)
- 2007 - Abd al-Rahman Arif, generale e politico iracheno (n. 1916)
- 2007 - Giampiero Bassi, calciatore italiano (n. 1939)
- 2007 - Bill Catching, attore e stuntman statunitense (n. 1926)
- 2007 - Hansjörg Felmy, attore e doppiatore tedesco (n. 1931)
- 2007 - Alfredo Murça, calciatore portoghese (n. 1948)
- 2007 - Dušan Nenković, allenatore di calcio jugoslavo (n. 1929)
- 2007 - Kurt Richebächer, economista tedesco (n. 1919)
- 2008 - Oscar Botto, orientalista, storico delle religioni e indologo italiano (n. 1922)
- 2008 - Josef Marx, calciatore tedesco (n. 1934)
- 2008 - Tad Mosel, drammaturgo e sceneggiatore statunitense (n. 1922)
- 2008 - Ettore Tibaldi, zoologo, etologo e ambientalista italiano (n. 1943)
- 2009 - Walter Aquenza, fumettista e illustratore italiano (n. 1927)
- 2009 - Alessandro Bardelli, canottiere italiano (n. 1914)
- 2009 - Virginio De Paoli, calciatore italiano (n. 1938)
- 2009 - Françoise Gouny, schermitrice francese (n. 1925)
- 2009 - Toni Sailer, sciatore alpino, allenatore di sci alpino e attore austriaco (n. 1935)
- 2010 - Satoshi Kon, regista, sceneggiatore e character designer giapponese (n. 1963)
- 2010 - Giovanni Romano, calciatore italiano (n. 1931)
- 2010 - William Bart Saxbe, politico statunitense (n. 1916)
- 2010 - Mitsuyo Seo, animatore e illustratore giapponese (n. 1911)
- 2011 - Giacomo Bologna, politico italiano (n. 1922)
- 2011 - Frank DiLeo, produttore cinematografico e attore statunitense (n. 1947)
- 2011 - Frederick A. Fox, compositore e docente statunitense (n. 1931)
- 2011 - Étienne Taillemite, storico e archivista francese (n. 1924)
- 2011 - Alfons Van Brandt, calciatore belga (n. 1927)
- 2012 - Ermanno Comuzio, giornalista, saggista e critico cinematografico italiano (n. 1923)
- 2012 - Richard Evans, diplomatico inglese (n. 1928)
- 2012 - Félix Miéli Venerando, calciatore brasiliano (n. 1937)
- 2012 - Steve Franken, attore statunitense (n. 1932)
- 2012 - Krum Janev, calciatore bulgaro (n. 1929)
- 2012 - Metin Kurt, calciatore, allenatore di calcio e sindacalista turco (n. 1948)
- 2012 - Manuel Lozoya Cigarroa, scrittore messicano (n. 1933)
- 2012 - Claire Malis, attrice statunitense (n. 1943)
- 2012 - Bill Souter, calciatore scozzese (n. 1931)
- 2013 - Nílton de Sordi, allenatore di calcio e calciatore brasiliano (n. 1931)
- 2013 - Julie Harris, attrice statunitense (n. 1925)
- 2013 - Pietro Pastorelli, storico italiano (n. 1932)
- 2013 - Filippo Strofaldi, vescovo cattolico italiano (n. 1940)
- 2014 - Richard Attenborough, attore, regista e produttore cinematografico britannico (n. 1923)
- 2014 - Aldo Donati, cantautore, attore e personaggio televisivo italiano (n. 1947)
- 2014 - Tony Piaceri, musicista, cantante e compositore italiano (n. 1930)
- 2015 - Marcy Borders, funzionaria statunitense (n. 1973)
- 2015 - Cesare Campart, politico italiano (n. 1923)
- 2015 - Gianluigi Coppola, illustratore e fumettista italiano (n. 1928)
- 2015 - Cees van Kooten, allenatore di calcio e calciatore olandese (n. 1948)
- 2015 - Chico Maki, hockeista su ghiaccio canadese (n. 1939)
- 2015 - Carmelo Morra, politico italiano (n. 1944)
- 2015 - Bevo Nordmann, cestista e allenatore di pallacanestro statunitense (n. 1939)
- 2015 - Johan Renvall, ballerino e coreografo svedese (n. 1959)
- 2015 - Roberto Souper Onfray, militare cileno (n. 1927)
- 2015 - Justin Wilson, pilota automobilistico britannico (n. 1978)
- 2016 - Michel Butor, poeta e scrittore francese (n. 1926)
- 2016 - Nina Erëmina, cestista e telecronista sportiva sovietica (n. 1933)
- 2016 - Gilles-Gaston Granger, filosofo francese (n. 1920)
- 2016 - George Kaczender, regista canadese (n. 1933)
- 2016 - Walter Scheel, politico tedesco (n. 1919)
- 2016 - Roger Tsien, biochimico statunitense (n. 1952)
- 2017 - Cecil D. Andrus, politico statunitense (n. 1931)
- 2017 - Jay Thomas, attore statunitense (n. 1948)
- 2017 - Freek Witte, cestista olandese (n. 1934)
- 2018 - Raymond Abad, allenatore di calcio e calciatore francese (n. 1930)
- 2018 - Giuseppe Bacci, illustratore e pubblicitario italiano (n. 1921)
- 2018 - Dominik Kaľata, vescovo cattolico slovacco (n. 1925)
- 2018 - Uri Katzenstein, scultore, musicista e produttore cinematografico israeliano (n. 1951)
- 2018 - Lindsay Kemp, coreografo, attore e ballerino britannico (n. 1938)
- 2018 - Jeff Lowe, alpinista e imprenditore statunitense (n. 1950)
- 2018 - John McRay, archeologo statunitense (n. 1931)
- 2018 - Emiddio Novi, giornalista e politico italiano (n. 1946)
- 2018 - Javier Otxoa, ciclista su strada e paraciclista spagnolo (n. 1974)
- 2018 - Aleksej Paramonov, calciatore sovietico (n. 1925)
- 2018 - Antonio Pennarella, attore italiano (n. 1960)
- 2018 - Valentina Rastvorova, schermitrice sovietica (n. 1933)
- 2018 - Ciril Zlobec, poeta, scrittore e traduttore sloveno (n. 1925)
- 2018 - Ivan Štraus, architetto bosniaco (n. 1928)
- 2019 - Marie Rose Chambenoit, cestista francese (n. 1929)
- 2019 - Blanca Fernández Ochoa, sciatrice alpina spagnola (n. 1963)
- 2020 - Arrigo Levi, giornalista, scrittore e conduttore televisivo italiano (n. 1926)
- 2020 - Pascal Lissouba, politico della Repubblica del Congo (n. 1931)
- 2020 - Wolfgang Uhlmann, scacchista tedesco (n. 1935)
- 2021 - Giovanni Deodato, politico italiano (n. 1933)
- 2021 - Hissène Habré, politico ciadiano (n. 1942)
- 2021 - Jerry Harkness, cestista statunitense (n. 1940)
- 2021 - Calogero Lo Giudice, politico italiano (n. 1938)
- 2021 - Fritz McIntyre, tastierista britannico (n. 1958)
- 2021 - Bruno Montefiori, politico italiano (n. 1941)
- 2021 - Alim Morozov, storico e scrittore russo (n. 1932)
- 2021 - Mario Pennacchia, giornalista e scrittore italiano (n. 1928)
- 2021 - Mangala Samaraweera, politico singalese (n. 1956)
- 2021 - Jan Suchý, hockeista su ghiaccio ceco (n. 1944)
- 2021 - Wilfried Van Moer, calciatore belga (n. 1945)
- 2021 - Charlie Watts, batterista britannico (n. 1941)
- 2022 - David Dalby, linguista britannico (n. 1933)
- 2022 - Len Dawson, giocatore di football americano statunitense (n. 1935)
- 2022 - Giuseppe Lorenzi, hockeista su ghiaccio italiano (n. 1941)
- 2022 - William Reynolds, attore statunitense (n. 1931)
- 2022 - Joe E. Tata, attore statunitense (n. 1936)
- 2022 - Herman Van Springel, ciclista su strada e pistard belga (n. 1943)
- 2022 - Orlando de la Torre, calciatore peruviano (n. 1943)
- 2023 - Andrzej Kasprzak, cestista polacco (n. 1946)
- 2023 - Bernie Marsden, chitarrista e cantante britannico (n. 1951)
- 2023 - Claude Picasso, fotografo, fotoreporter e direttore della fotografia francese (n. 1947)
- 2023 - Arleen Sorkin, attrice, doppiatrice e conduttrice televisiva statunitense (n. 1955)
- 2023 - Bray Wyatt, wrestler statunitense (n. 1987)
- 2024 - Enzo Barazza, politico italiano (n. 1953)
- 2024 - Christoph Daum, calciatore e allenatore di calcio tedesco (n. 1953)
- 2024 - Arnaldo Nesti, sociologo, teologo e scrittore italiano (n. 1932)
- 2024 - Bobby Rascoe, cestista statunitense (n. 1940)
- 2024 - George Rhoden, velocista e mezzofondista giamaicano (n. 1926)
- 2024 - Christos Yannaras, teologo greco (n. 1935)

## Senza anno specificato(1)
- Goffredo Boterel I di Penthièvre, conte francese